# ONTV

Logo der Plattform ONTV

ONTV steht für „Oberpfalz-Niederbayern-TV“. ONTV war ein Zusammenschluss der 6 regionalen Fernsehsender in der Oberpfalz und Niederbayern, die von 2002 bis 2013 gemeinsam auf digitalem Satellit und anfänglich auch im digitalen Kabelnetz sendeten. Sie wechselten sich im Stunden-Rhythmus ab.
Die beteiligten Sender waren:
- TVAktuell, Regional Fernsehen Regensburg (18:00 Uhr bis 19:00 Uhr)
- Oberpfalz TV, Fernsehen für die Oberpfalz, Standort: Amberg (19:00 Uhr bis 20:00 Uhr)
- TRP1, Tele Regional Passau (20:00 Uhr bis 21:00 Uhr und 23:00 Uhr bis 24:00 Uhr)
- RFLTV, Regionalfernsehen Landshut (21:00 Uhr bis 22:00 Uhr)
- Donau TV, Fernsehen für Niederbayern, Standort: Deggendorf (22:00 Uhr bis 23:00 Uhr)

Ein anfänglich gemeinsam gestaltetes Magazin, das von 18:00 Uhr bis 18:30 Uhr und von 23:30 Uhr bis 24:00 Uhr gesendet wurde (anstelle der 2. Ausstrahlung von TRP1), wurde bald nach dem Sendestart wieder eingestellt. Zwischen 0:00 und 18:00 Uhr wurde zumeist nur ein Testbild gesendet, das auf die Sendezeiten von 18:00 bis 24:00 Uhr hinwies.

## Empfang seit 30. April 2012
- Satellit: ASTRA 1M
- Position: 19,2° Ost
- Transponder 21
- Polarisation: horizontal
- Downlinkfrequenz: 11,52325 MHz
- Symbolrate: 22,0 MSymb/s
- FEC: 5/6
- Kennung: ONTV Regional
- Sendezeit: Täglich von 18:00 Uhr bis 24:00 Uhr

Im Zuge der DVB-S-Offensive der Bayerischen Landeszentrale für neue Medien zur Förderung der Regionalen Fernsehsender wurde zum 4. Dezember 2012 pro bayerischen Regierungsbezirk mindestens ein Satellitensender zur Verfügung gestellt. Somit wurde ONTV durch den Sender Niederbayern (Regionalfernsehen Landshut, Donau TV und TRP1) und den Gemeinschaftssender von TVA/OTV ersetzt. Da über DVB-S mehrere Sender über einen Kanal gesendet werden können, blieben die Empfangsdaten gleich – nur die Senderkennung änderte sich (statt ONTV Regional nun Niederbayern bzw. TVA-OTV)